# Montserrat Roig
Montserrat Roig Fransitorra (Barcelona, 13 de junio de 1946 - ibidem, 10 de noviembre de 1991) fue una escritora y periodista española en lengua catalana. Escribió novelas, cuentos, reportajes y artículos periodísticos por los que recibió diversos premios. Comprometida con el feminismo y en la lucha contra el franquismo, militó en diversas organizaciones entre ellas el PSUC, en el catalanismo y en la defensa de los derechos de la mujer.

## Biografía
Nacida en el barrio barcelonés del Ensanche en una familia de clase media, su padre fue Tomàs Roig Llop escritor y abogado, militante de Acció Catalana y de la feminista Albina Fransitorra. Realizó sus estudios primarios en el colegio religioso Divina Pastora. Posteriormente ingresó en el Instituto Montserrat y en 1961 se matriculó en la Escuela de Arte Dramático Adrià Gual (EADAG) en la que también estudiaban Pilar Aymerich, Carme Sansa, María Jesús Andany y Maite Lorés y donde conoció a los que serían sus grandes amigos Josep Maria Benet y Pilar Aimerich, Ricard Salvat, Salvador Espriu y Maria Aurèlia Capmany.
En 1963 ingresó en la Universidad y participó en movimientos marxistas de resistencia al franquismo. Se licenció en Filosofía y Letras en la Universidad de Barcelona en 1968 y empezó a trabajar como redactora de la Gran Enciclopedia Catalana.
En 1966 participó en la llamada Capuchinada, una serie de actos reivindicativos que se realizaron con motivo de la asamblea del Sindicato Democrático de Estudiantes. En 1968 se afilió al PSUC donde conoció a otro de sus grandes amigos, Manuel Vázquez Montalbán. 
En 1970 recibió el premio Victor Català por su primer libro, Molta roba i poc sabó (Mucha ropa y poco jabón). Simultáneamente empezó su trayectoria periodística en Tele-Exprés, Serra d’Or  y como redactora del Diccionario de Literatura Catalana. Más tarde escribió también para L’Avenç, Els Marges, Destino, Cuadernos para el diálogo, Triunfo y Vindicación Feminista, entre otras.
En 1970 abandonó la militancia del PSUC ya que estaba descontenta con el funcionamiento interno del partido. Ese mismo año, el 13 de diciembre, participó en un encierro de intelectuales y artistas en el Monasterio de Montserrat para protestar por el llamado Proceso de Burgos. 
En 1976 su novela El temps de les cireres (El tiempo de las cerezas) fue galardonada con el Premio Sant Jordi. En 1990 le fue diagnosticado un cáncer de mama que acabó con su vida un año más tarde.

## Trayectoria profesional y literaria

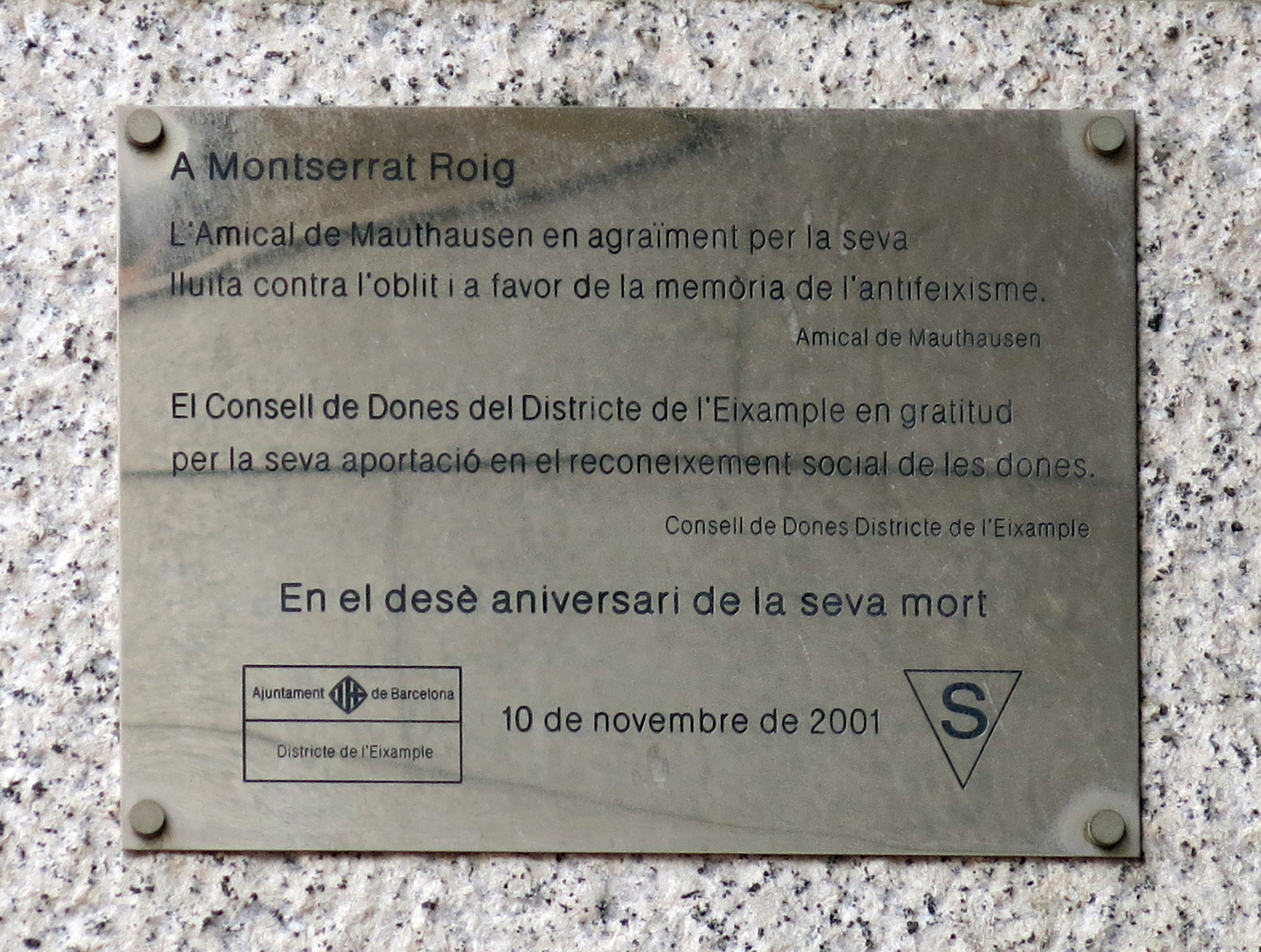
Esta es una fotografía de una obra incluida en el catálogo Art Públic de Barcelona con el código.

Fue lectora de español en la Universidad de Bristol (1972-1973). A partir de 1971 -año en que ganó el premio Víctor Català con la recopilación de narraciones Mucha ropa y poco jabón ... y tan limpia que la quieren - se dedicó profesionalmente a la literatura. En 1972 inició un ciclo novelístico que comprende obras como Ramona, adiós (1972), que retrata tres generaciones de mujeres, abuela, madre e hija, que viven sus historias personales con el trasfondo de los momentos clave de la historia del país, o El tiempo de las cerezas (1977), obra protagonizada por los mismos personajes, con la que Roig obtuvo el Premio Sant Jordi de novela en 1976. El tiempo de las cerezas es su novela más conocida, donde cuenta el retorno de Natalia Miralpeix a la Barcelona de finales del franquismo, después de doce años fuera del país; el título de la novela se relaciona con el poema homónimo de Jean-Baptiste Clément, vinculado a la Comuna de París.  
También es destacable su labor como periodista, desde la que manifiesta su voluntad para construir una tradición de periodismo culto, feminista y con la voluntad de recuperar la memoria histórica del país. Roig alcanza una gran popularidad con las entrevistas, que posteriormente publica en la serie de libros conocida como Retratos paralelos (1975 y 1976). Otra obra de gran repercusión fue Los catalanes en los campos nazis (1977), premio Crítica Serra d'Or y documento excepcional de testimonio. En 1977 empieza a trabajar como periodista en el canal catalán de Televisión Española, en el que realiza un programa de entrevistas, Personatges. Algunas de estas entrevistas las publicó posteriormente en los libros Personatges y Retrats paral·lels. También colaboró en la redacción de los guiones de algunos documentales para Televisión Española.
La hora violeta (1980) es la novela que culmina su posicionamiento feminista. A partir de ahí, sus novelas toman un cariz diferente: más tarde publica La ópera cotidiana (1982), La voz melodiosa (1987) y el libro de cuentos El canto de la juventud (1989). De entre sus obras más premiadas también destacan La aguja dorada (premio Nacional de Literatura Catalana de 1986), escrito a partir de una estancia de dos meses de la autora en Leningrado y que testimonia el asedio que sufrió la ciudad los nazis durante la Segunda Guerra Mundial. La última de sus publicaciones es Dime que me quieres aunque sea mentira (1991) en la que la autora compone una poética personal a modo de testamento literario.
Aunque tal vez sea más conocida por sus novelas, también cultivo la prosa de no ficción y escribió una obra teatral: Reivindicació de la senyora Clito Mestres (Reivindicación de la señora Clito Mestres), que se estrenó en el Teatro Romea el 10 de junio de 1991. Sus obras se han traducido a 11 idiomas. En el ámbito de la no ficción, destaca también por en el ensayo Los catalanes en los campos nazis, donde describe la vivencia sufrida por distintos exiliados catalanes en los campos nazis, después de un amplio trabajo de documentación con supervivientes de los campos.
Montserrat Roig fue miembro de la Asociación de Escritores en Lengua Catalana y vicepresidenta de la Junta Territorial del Principado de Cataluña (1989-1990).
Murió en Barcelona en 1991, víctima de un cáncer de mama.

## Pensamiento feminista
Montserrat Roig se declara feminista y reflexiona ampliamente sobre el tema tanto en su obra periodística y ensayista como en la ficción, consciente de la necesidad de acercar la teoría liberadora que propone el movimiento a las necesidades de miles de mujeres anónimas silenciadas por la historia oficial. La autora se interroga sobre lo que el feminismo tiene de ideología, de utopía y por tanto de desencanto: no se trata de un anclaje estático, un corpus ideológico sin grietas, sino en continua renovación y desde una perspectiva implacablemente crítica señala M. Àngels Francés Diez especialista en la obra de Roig.
Montserrat Roig acudió a las Primeras Jornadas Feministas de Cataluña en calidad de oyente según Teresa Pàmies,  e intervino en las conclusiones como "feminista independiente" defendiendo el hecho nacional catalán y el respeto que las mujeres inmigrantes le tienen a pesar de que no hablan la lengua. Recordó también que las mujeres catalanas son doblemente explotadas, como mujeres y como catalanas.
En su crítica a la sociedad patriarcal incluía a los hombres de izquierda: "Yo creo que el papel del hombre militante de izquierdas es en primer lugar asumir su papel de opresor en esta sociedad; en segundo lugar, dejar de lado el paternalismo, dejar de dar lecciones y de tener una actitud despectiva como la de a ver qué haremos las mujeres con nuestra lucha, con nuestra reflexión, con nuestros coscorrones contra la pared" destaca Josep Massot en el artículo  "La escritora progre" escrito en el que hubiera sido su 70 cumpleaños.

## Vida personal
En 1966 se casó con el arquitecto Albert Puigdomènech del que se separó tres años después. En 1972 empezó una relación sentimental con Joaquim Sempere, director de la revista Treball. Tuvo dos hijos Roger (1970) y Jordi (1975).

## Publicaciones

### Novela
- Ramona, adéu! (1972)
- El temps de les cireres (1977)
- L'hora violeta (1980)
- L'òpera quotidiana (1985)
- La veu melodiosa (1987)

### Relatos
- Molta roba i poc sabó... i tan neta que la volen (1970)
- El cant de la joventut (1989)

### Teatro
- Reivindicació de la senyora Clito Mestres (1990)

### No ficción
- Els catalans als camps nazis (1977)
- ¿Tiempo de mujer? (1980)
- L'agulla daurada (1985)
- L'autèntica història de Catalunya (1990)
- Digues que m'estimes encara que sigui mentida (1991)
- Un pensament de sal, un pessic de pebre : dietari obert (1992)

## Premios
- Premio Víctor Català 1970 por Molta roba i poc sabó (Mucha ropa y poco jabón).
- Recull-David Puig i Llensa de narración 1970 por Aquella petita volta blava (Aquella pequeña bóveda azul).
- Premio Sant Jordi 1976 por El temps de les cireres (Tiempo de cerezas).
- Premio Crítica Serra d'Or de reportaje histórico 1978 por Els catalans als camps nazis (Los catalanes en los campos nazis).
- Premio Omnium Cultura 1980 por las entrevistas en TVE en el programa Clar i català (Claro y catalán).
- Premio de Literatura Catalana de la Generalidad de Cataluña 1986 por L'agulla daurada (La aguja dorada).

## Fondo Personal
Su fondo personal se conserva en el Archivo Nacional de Cataluña. El fondo contiene la documentación generada y reunida por Montserrat Roig, documentación personal y familiar, documentación de su actividad profesional, tanto literaria como periodística, destacando la producida como novelista (borradores de obras , manuscritos originales y material de trabajo) y la documentación sobre su obra (estudios y correspondencia). En cuanto a su actividad periodística, el fondo recoge la documentación relacionada con sus colaboraciones como redactora (artículos para diversas secciones de la prensa y para diversas editoriales) y especialmente la relacionada con entrevistas a varios personajes destacados del mundo cultural y político (agrupada en dossiers) y con su participación en programas de televisión y radio. Finalmente el fondo conserva correspondencia y un pequeño volumen de documentación producida en función de sus actividades políticas y sociales.

### Artículos de prensa
- Joan de Sagarra sobre Montserrat Roig El País. 2001[11]
- Omar Pérez Santiago sobre Montserrat Roig 2010[12]
- Montserrat Roig por Mercè Ibarz El País. 2016[13]